# Aratuba
Aratuba es un municipio brasileño del estado de Ceará.

## Etimología
El topónimo Aratuba viene del tupí-guaraní ara (pájaro) y tyba (abundancia, gran cantidad). Su denominación original era Coité, después Santos Dumont y, desde 1950, Aratuba.

## Geografía

### Clima
Tropical húmedo en la porción norte y tropical cálido húmedo en el resto del territorio, con un promedio de lluvias media de 1.737 mm concentradas de enero a abril.

### Hidrografía y recursos hídricos
Las fuentes de agua de Aratuba forman parte de las cuencas Metropolitana y del río Curu.

### Subdivisión
El municipio tiene tres distritos: Aratuba (sede), Pindoba y Padre Juán.